# Zrenjanin
Zrenjanin (ciríl·lic Зрењанин, romanès Becicherecu Mare, hongarès Nagybecskerek, alemany: Großbetschkerek) és una ciutat a Sèrbia, situada a la vora del riu Begej, a 47 quilòmetres de Novi Sad, a la província de Voivodina.
La seua població (2002) era de 132.051 habitants. Entre les seues indústries destaquen: la conserveria de verdures, el refinatge de sucre, el molt de farina, la cervesera, la fabricació de maquinària agrícola, el processament de melassa i de polpa de remolatxa i l'elaboració de productes lactis; en les proximitats d'aquesta ciutat es fabriquen catifes.

## Història
Situada en la regió del Banat, des del segle xiv fins a 1935 (i des de 1941 fins a 1944), la ciutat va portar el seu nom original, Becskerek, en diferents versions: Bechereky, Becsekere, Becskerek, Großbetschkerek, Veliki Bečkerek.
El nom oficial serbi de la ciutat va canviar de 1935 a 1941, i després de 1944 a 1946 a Petrovgrad. El nom serbi actual prové de Žarko Zrenjanin, un heroi local que va lluitar en la Segona Guerra Mundial. Durant la Segona Guerra Mundial, va ser el líder dels comunistes i combatents partidistes de Vojvodina. A prop de l'antiga Becskerek, el 1735 es va fundar Nova Barcelona, una colònia d'exiliats d'austriacistes

## Composició de la població
- Serbis (74,81%),
- Magiars (10,76%),
- Iugoslaus (1,93%),
- Romanesos (1,9%),
- Gitanos (1,87%),
- Eslovacs (1,81%),
- altres (6,92%).

## Ciutats agermanades
- Timişoara, Timiş (Romania).
- Arad, Arad (Romania).
- Békéscsaba, Bekés, Hongria.